# نیو ایندیا ایشورنس
نیو ایندیا ایشورنس (انگلیسی: New India Assurance) شرکت بیمه هندی است، که در سال ۱۹۱۹ توسط دورابجی تاتا تأسیس شد.